# Франекерадел
Франекерадел (нид. Franekeradeel, фриз. Frjentsjerteradiel) — бывшая община, располагавшаяся в северной части Нидерландов, в провинции Фрисландия. Она была образована в 1984 году путём слияния старой общины Франекерадел с городом Франекером и частями бывшей общины Баррадел. Население её составляло 20.590 человек (на 31 декабря 2008). Её общая площадь суши составляла 109,16 км². Административный центр — город Франекер.
1 января 2018 года общины Франекерадел, Хет-Билдт, Менамерадил и частично Литтенсерадил были объединены и образована новая община Вадхуке.

## Населённые пункты
В состав общины входили следующие населённые пункты:
- Ахлюм
- Бур
- Донгьюм
- Звейнс
- Клостер-Лидлюм
- Остербирюм
- Пейнс
- Питерсбирюм
- Рид
- Сексбирюм
- Схалсюм
- Тзюм
- Тзюммарюм
- Фирдгюм
- Франекер
- Хербайюм
- Хитзюм